# Trent Zimmerman
Trent Moir Zimmerman (sinh ngày 15 tháng 10 năm 1968) là một chính khách người Úc. Ông đã được bầu để kế nhiệm Joe Hockey với tư cách là thành viên Đảng Tự do Úc tại ghế Hạ viện của Bắc Sydney tại cuộc bầu cử năm 2015. Zimmerman là một trong tám thành viên LGBTI công khai hiện tại của Quốc hội Úc và là thành viên LGBTI công khai đầu tiên của Hạ viện.
Ông là phó chủ tịch và quyền chủ tịch thuộc Bộ phận NSW của Đảng Tự do Úc và trước đây cũng là Phó Giám đốc điều hành và giám đốc, Chính sách Giao thông, của Diễn đàn Du lịch và Vận tải của Úc. Ông là thành viên của hội đồng Hành động Động kinh Australia.

## Đầu đời
Zimmerman sinh ra ở Sydney và là một trong hai người con của Roy và Brenda Zimmerman. Cha của ông, Roy Zimmerman OAM, là Tổng phụ trách của trường dự bị GPS Wyvern House từ năm 1966 đến năm 1996. Zimmerman theo học Cao đẳng Newington, bắt đầu học tại Wyvern House năm 1974 và hoàn thành HSC năm 1986.